# La Paz (Tranvía de Tenerife)

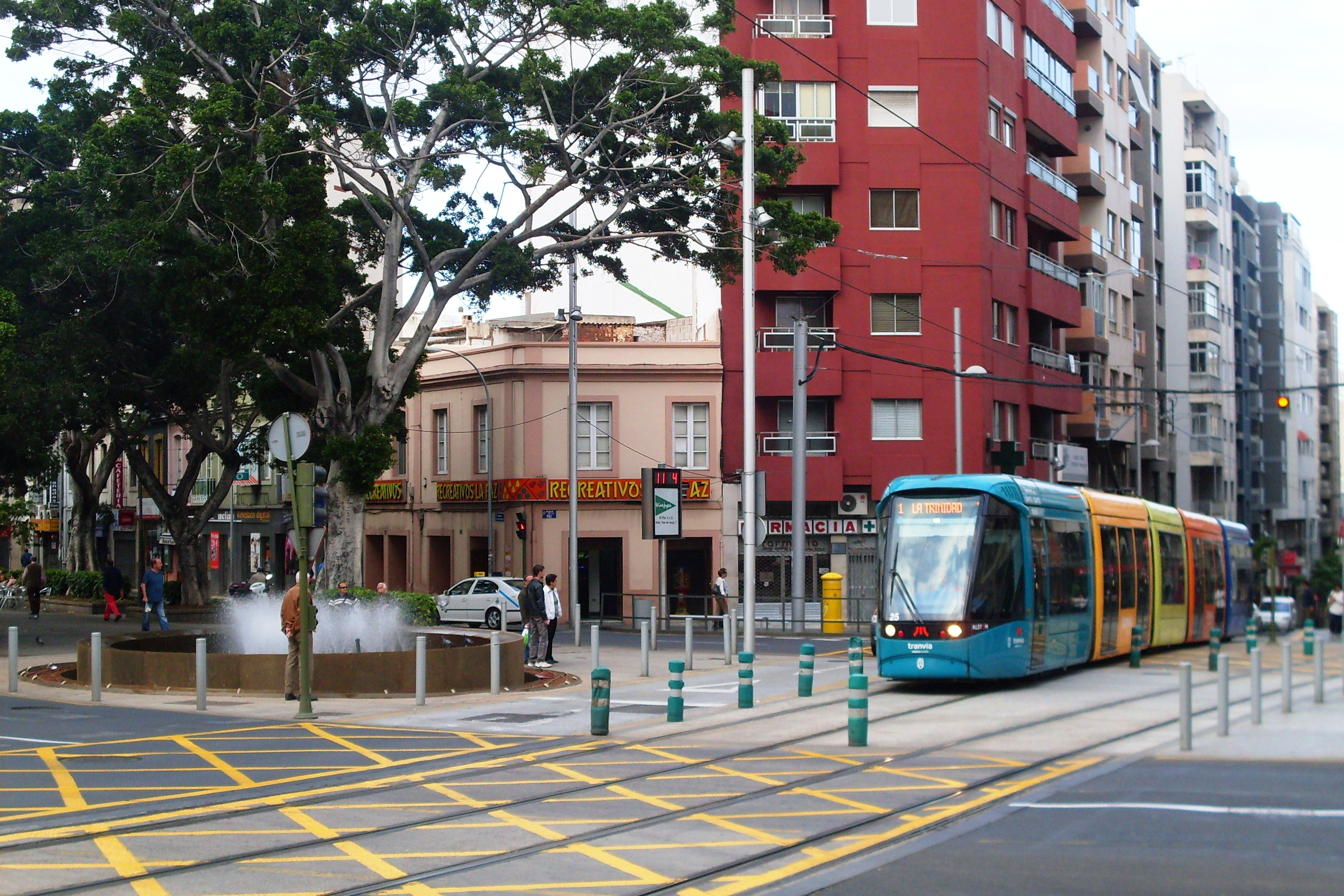
El tranvía a su paso por la Plaza de la Paz. La antigua fuente se encontraba donde ahora se sitúan los railes.

La Paz es una parada de la línea 1 del Tranvía de Tenerife situada en la Rambla de Pulido de Santa Cruz de Tenerife. Se inauguró el 2 de junio de 2007, junto con todas las de la línea 1.
Toma su nombre de la Plaza de la Paz que se encuentra situada en la confluencia de las ramblas de Pulido y de Santa Cruz y las avenidas Islas Canarias y Asuncionistas, cuyo elemento más característico es la fuente homónima que alberga en su centro. Con motivo de las obras del tranvía se produjo un cambio en la ubicación de la fuente, incorporándose ésta hacia el lado de la Rambla de Santa Cruz para no obstaculizar el recorrido de dicho transporte. El 3 de mayo de 2007 se inauguró la nueva fuente de la plaza de la Paz de reducidas dimensiones en comparación con la anterior.

## Accesos
- Rambla de Pulido, pares
- Rambla de Pulido, impares

## Líneas y conexiones

### Tranvía
| Línea | Origen         | Destino  |
| ----- | -------------- | -------- |
|       | Intercambiador | Trinidad |

## Lugares próximos de interés
- Zona Rambla (zona comercial)
- Cine Víctor
- Plaza de toros
- Plaza de Duggi y Colegio San Fernando
- Parque Cultural Viera y Clavijo
- Estadio Heliodoro Rodríguez López
- Hotel Escuela Santa Cruz ****

## Galería
- Datos: Q5850583
- Multimedia: La Paz (Tranvía de Tenerife) / Q5850583